# 케이프반도

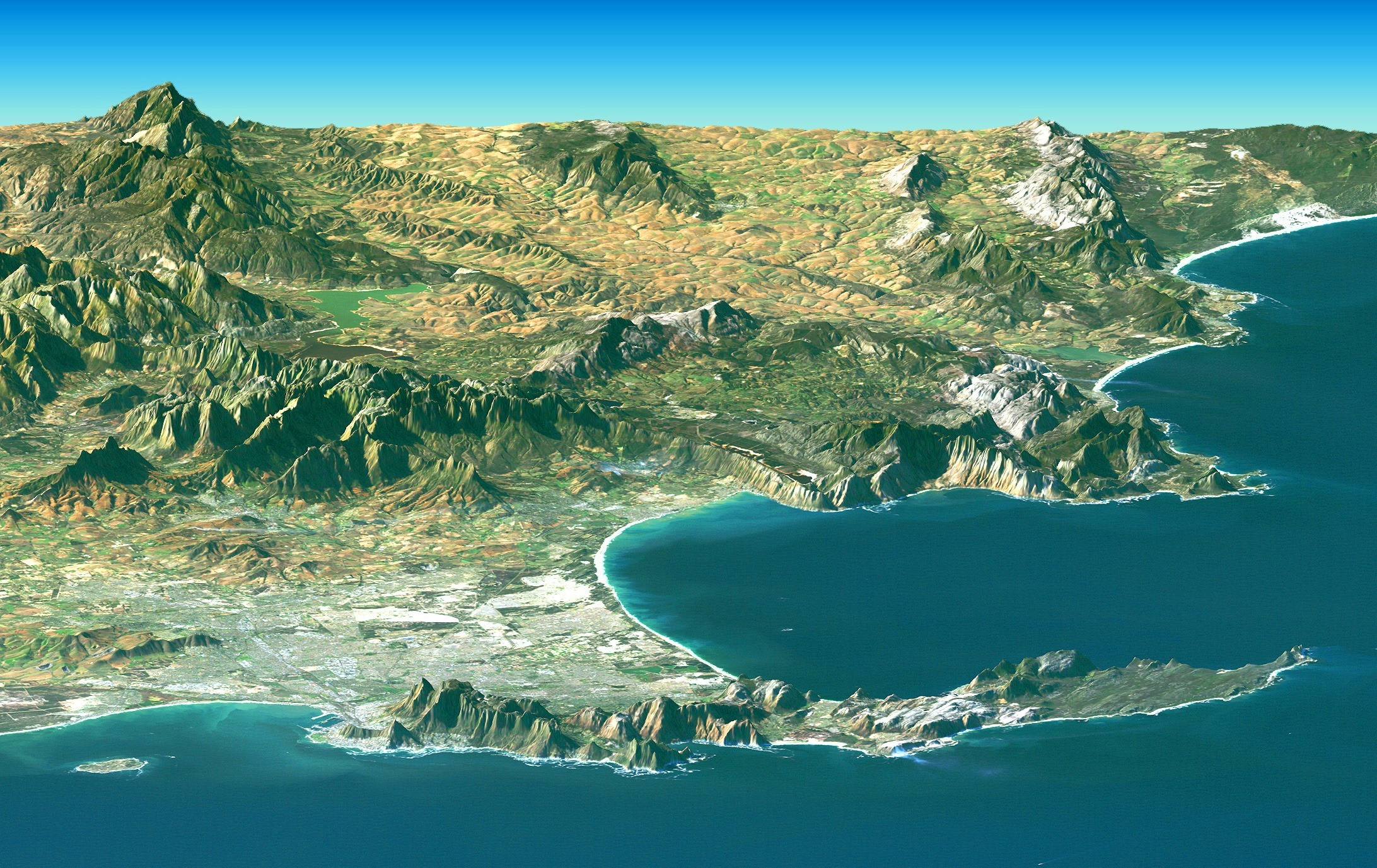
케이프 타운 주변 조감도

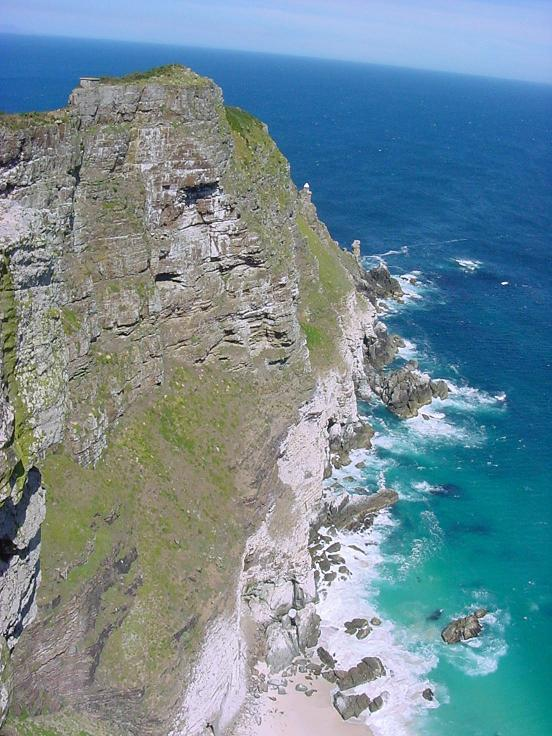
케이프 포인트

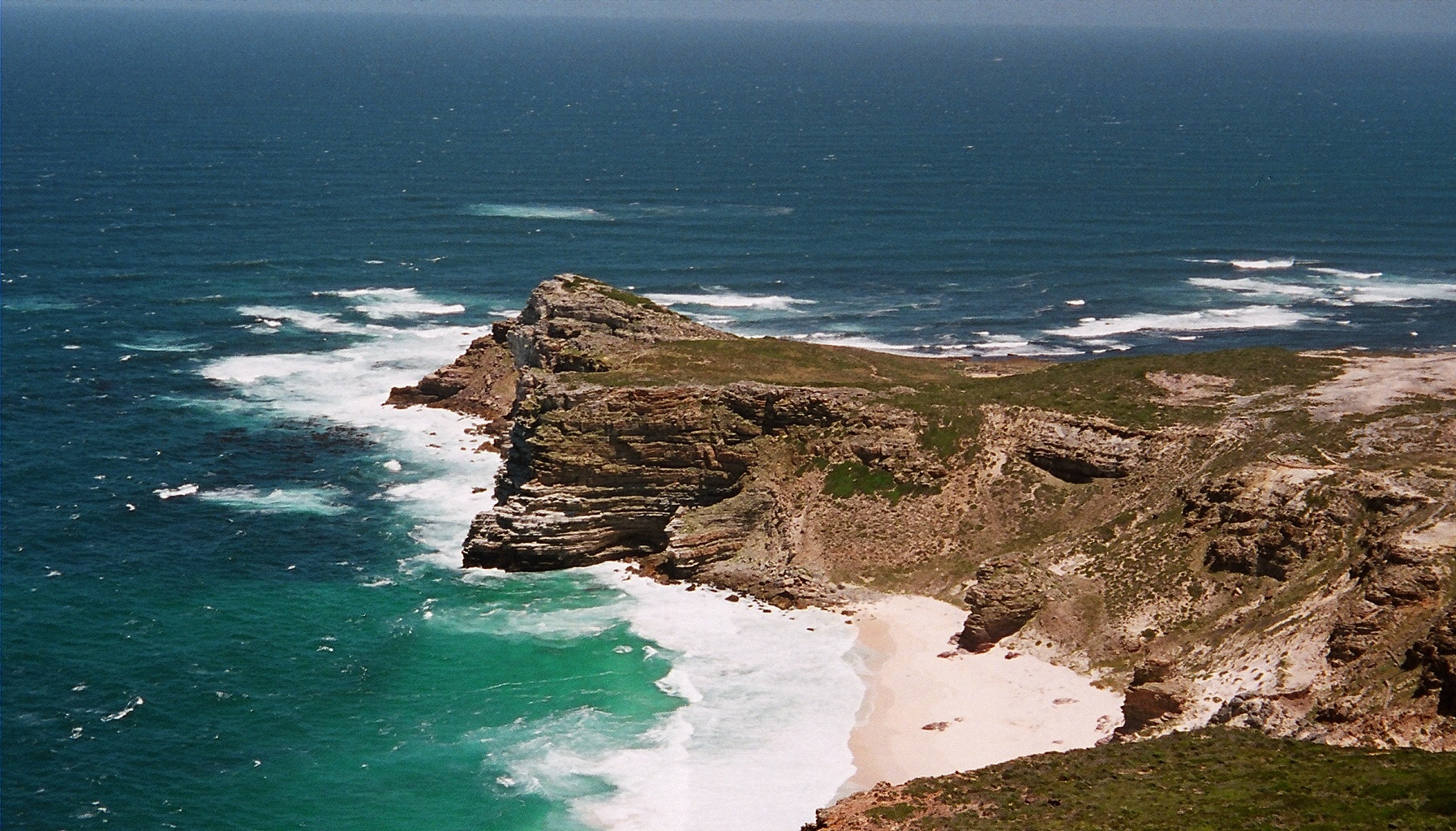
희망봉

케이프반도(Cape Peninsula)는 남아프리카 공화국 웨스턴케이프주에 있는 반도이다. 아프리카 남서부 끝에 위치한다.

## 개요
전체 길이는 약 75km. 남쪽은 희망봉과 케이프 포인트가 있다. 북쪽에는 테이블 마운틴이 있다. 테이블 마운틴 국립공원으로 지정되어 있으며, 케이프 식물 보호 지역은 세계 유산에 등록되어 있다.
대서양과 인도양의 경계 지점 희망봉이 아닌 국제수로기구에 의해 남쪽으로 약 200km의 아굴라스곶으로 규정되어 있다.

## 역사
약 6000만년 전 섬이었지만, 해저에서 융기되었다. 2000년 지자체 구조 조정으로 케이프반도 전체는 케이프타운 도시 지역에 포함되었다.

## 같이 보기

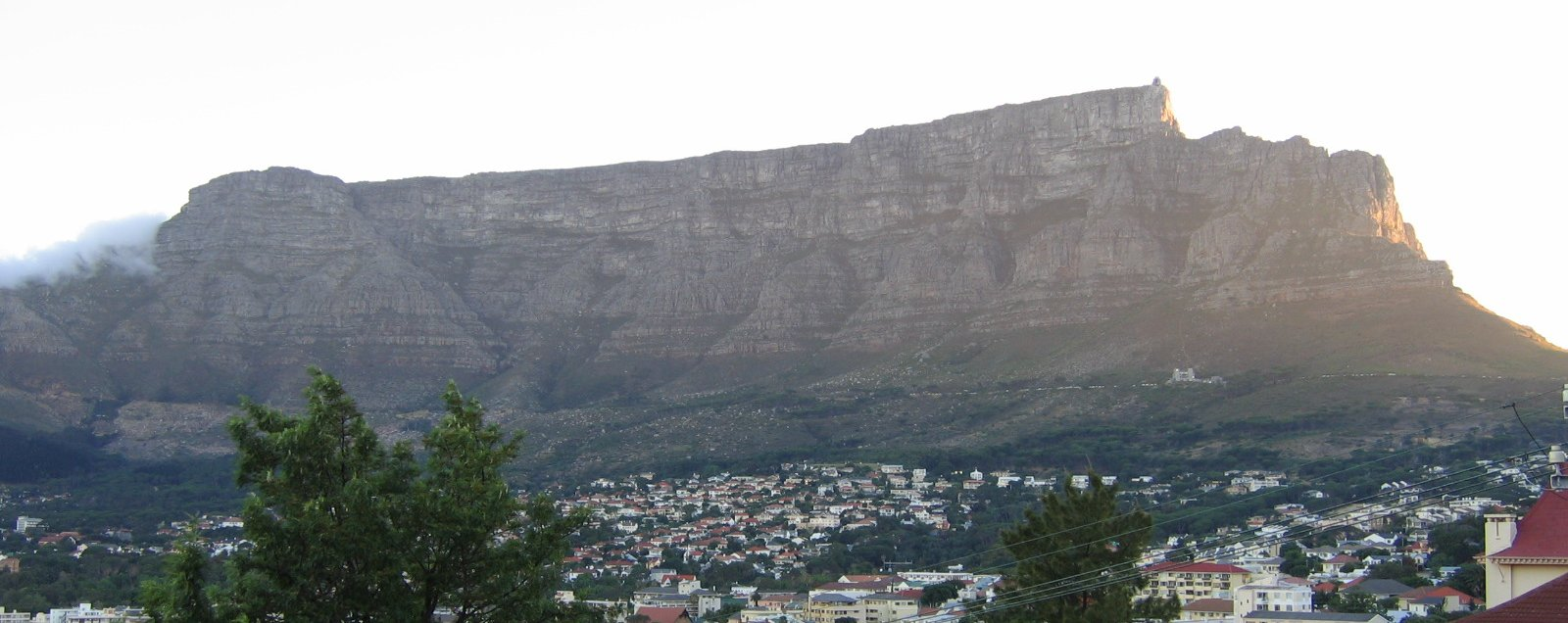
테이블 마운틴

- 핀 보스
- 테이블만
- 테이블산